# Jan Kluj
Jan Kluj (ur. 27 lutego 1910 w Poznaniu, zm. 7 grudnia 1975 w Mysłowicach) – polski kolarz szosowy, mistrz Polski (1946).

## Życiorys
Był kolarzem HCP Poznań i KKS Poznań. W 1936 i 1945 zdobył brązowe medale mistrzostw Polski w wyścigu szosowym ze startu wspólnego, a w 1946 osiągnął swój największy sukces w karierze sportowej, zdobywając w tym wyścigu mistrzostwo Polski. Został pochowany na Cmentarzu Junikowo w Poznaniu.
Był ojcem kolarzy Lecha Kluja i Marka.